# موللینو
موللینو (انگلیسی: Mullino) یک شهرک در شهرستان بورایفسکی باشقیرستان کشور روسیه است.